# Basilepta lameyi
Basilepta lameyi es un coleóptero de la familia Chrysomelidae.
Fue descrita científicamente por primera vez en 1893 por Lefevre.